# Neopromachus velatus
Neopromachus velatus är en insektsart som beskrevs av Günther 1929. Neopromachus velatus ingår i släktet Neopromachus och familjen Phasmatidae. Inga underarter finns listade i Catalogue of Life.